# Booker, Texas
Booker là một thị trấn thuộc quận Lipscomb, tiểu bang Texas, Hoa Kỳ. Năm 2010, dân số của thị trấn này là 1516 người.

## Dân số
- Dân số năm 2000: 1315 người.
- Dân số năm 2010: 1516 người.